# Municipio de Kobyla Góra
Kobyla Góra es un municipio (gmina) rural en el distrito de Ostrzeszów, voivodato de Gran Polonia, en el centro oeste de Polonia. Su sede es el pueblo de Kobyla Góra, el cual dista aproximadamente 12 kilómetros al oeste de Ostrzeszów y 130 kilómetros al sureste de la capital regional Poznań.
El municipio ocupa una superficie de 128,95 km² y en 2006 su población total fue de 5779 habitantes.

## Pueblos
El municipio de Kobyla Góra incluye los siguientes pueblos y aldeas: Bałdowice, Bierzów, Ignaców, Kobyla Góra, Kuźnica Myślniewska, Ligota, Mąkoszyce, Marcinki, Mostki, Myślniew, Parzynów, Pisarzowice, Rybin, Zmyślona Ligocka y Zmyślona Parzynowska.

## Municipios contiguos
El municipio de Kobyla Góra está circuncidado por los municipios de Bralin, Kępno, Międzybórz, Ostrzeszów, Perzów, Sośnie y Syców.